# Crepis heldreichiana
Crepis heldreichiana là một loài thực vật có hoa trong họ Cúc. Loài này được (Kuntze) Greuter mô tả khoa học đầu tiên năm 1975.